# 431
Évszázadok: 4. század – 5. század – 6. század
Évtizedek: 380-as évek – 390-es évek – 400-as évek – 410-es évek – 420-as évek – 430-as évek – 440-es évek – 450-es évek – 460-as évek – 470-es évek – 480-as évek
Évek: 426 – 427 – 428 – 429 –  430 – 431 – 432 – 433 – 434 – 435 – 436

## Események

### Nyugat- és Keletrómai Birodalom
- Anicius Auchenius Bassust (nyugaton) és Antiochus Chuzont (keleten) választják consulnak.
- Aetius Raetiában és Noricumban helyreállítja a rendet a dunai limes mentén, majd átvonul Galliába. Legyőzi a frankokat és visszafoglalja Tournacumot és Cambriacumot.
- 14 havi ostrom után az éhező vandálok feladják Hippo Regius ostromát. A Flavius Ardabur Aspar által vezetett keletrómai erősítés Karthágónál száll partra, Bonifatius kormányzó kivonja erőit Hippóból hogy csatlakozzon hozzá. Geiseric vandál király megszállja a védtelenül hagyott várost és itt rendezi be székhelyét.
- Az ephesusi zsinaton elítélik Nestorius konstantinápolyi pátriárka nézeteit[1] és kimondják hogy Szűz Máriát nem a Krisztusszülő, hanem az Istenszülő jelző illeti meg. Nestoriust és legfőbb ellenfelét, Kürillosz alexandriai pátriárkát elmozdítják a székükből és száműzik. Nestorius helyét Maximianus foglalja el.
- I. Caelestinus pápa az Ír-szigetre küldi Palladiust, hogy az ottani keresztények püspökeként szolgáljon.

### Kína
- Északi Vej állam elfoglalja és annektálja Nyugati Csin államot, melynek királyát, Csifu Mumót elfogják és klánjának 500 tagjával együtt kivégzik.
- Holian Ting, Hszia állam királya hadjáratra indul nyugati szomszédja ellen, de útközben Tujühun állam kánja, Murong Muguj elfogja. A kán a következő évben átadja őt Északi Vej császárának, Tajvunak, aki kivégezteti Holian Tinget, államát pedig annektálja.

## Születések
- I. Anasztasziosz, keletrómai császár

## Halálozások
- Nolai Szent Paulinus, ókeresztény költő
- Csifu Mumo, Nyugati Csin királya

## Fordítás
- Ez a szócikk részben vagy egészben  a(z)   431 című angol Wikipédia-szócikk ezen változatának fordításán alapul.  Az eredeti cikk szerkesztőit annak laptörténete sorolja fel. Ez a jelzés csupán a megfogalmazás eredetét és a szerzői jogokat jelzi, nem szolgál a cikkben szereplő információk forrásmegjelöléseként.